# Ni (črka)
Ni (grško: starogrško νι, starejša oblika: starogrško νῦ; velika črka: Ν, mala črka: ν) je trinajsta črka grške abecede in ima številčno vrednost 50. Črka ni se je razvila iz feničanske črke nun  (). Iz grške črke Ν izvira latinična črka N, pa tudi cirilična črka Н (poševna črta se je pri tem spremenila v vodoravno).
V grščini se črka Ν izgovarja kot n. Posebnost v izgovorjavi je digraf ΝΤ, ki se izgovarja kot nd, na začetku besede in v besedah tujega izvora pa kot d, npr.: starogrško χοτ ντογκ [hot dog], starogrško ντανταϊσμός [dadaismos], ipd.

## Pomeni
- v astronomiji je ν oznaka za trinajsto zvezdo v ozvezdju
- v fiziki je ν oznaka za frekvenco
- v fiziki je ν oznaka za valovno število
- v fiziki delcev je ν oznaka za različne vrste nevtrinov (νe, νμ, ντ)
- v mehaniki je ν ena od možnih oznak za Poissonovo število (druga oznaka za to je μ)

### Unicode
|                | Velika črka Ν        | mala črka ν        |
| -------------- | -------------------- | ------------------ |
| Unicode UTF-16 | U+039D               | U+03BD             |
| Ime Unicode    | Velika grška črka ni | Mala grška črka ni |
| Koda HTML      | &#925;               | &#957;             |
| Enota HTML     | &Nu;                 | &nu;               |